# Renia maera
Renia maera là một loài bướm đêm trong họ Noctuidae.